# Тушратта
Тушратта (Tu-uš-e-rat-ta, соотв. др.-инд. ̥tveṣáratʰa «тот, чья колесница неистова») — царь Митанни, правил приблизительно в 1370 — 1350 годах до н. э. Младший сын Шуттарны II. После убийства своего старшего брата Арташшумары был возведён на престол в малолетнем возрасте.

## Отношения с египетским фараоном Аменхотепом III
При нём усилилась антиегипетская группировка во главе с вельможей Тухи, убийцей его брата и была сделана попытка сближения с Хеттским царством. Однако в дальнейшем Тушратта казнил Тухи и возобновил союз с Египтом. Также как и его отец Шуттарна II, в своё время выдавший за Аменхотепа III свою дочь Гилухепу, сестру Тушратты, сам Тушратта также отправляет в гарем фараона свою дочь Тадухепу (36-й год Аменхотепа III). Тушратта писал:
Мой посол Мани принёс мне твоё предложение взять Тадухепу в жёны. Я согласен и отправляю её к тебе… Оба прибудут через полгода.
Также он просит фараона прислать золото, выкуп за невесту. Для царя Митанни было очень важно поддерживать дружбу с Египтом; его царству угрожали с севера хетты, а с востока его вассалы — ассирийцы. Союзника приходилось искать на юге; притом оттуда же, с юга, шло золото, относительно которого у северных соседей Египта создалось представление, что ему в Египте нет конца. Тушратта пишет фараону:

«…я теперь просил у моего брата золота и имел на это две причины: для карашка (может быть, гробницы) моего деда Артатамы и как подарок за невесту. Итак, пусть брат мой пришлёт мне золота в весьма большом количестве, которого нельзя было бы и исчислить… ведь, в земле моего брата золота столько же, сколько и земли. Боги да устроят так, чтобы его было больше ещё в десять раз… Если брат мой чего-либо желает для своего дома, я дам ему в десять раз больше, чем он требует, — пусть пишет и получит, ибо эта земля — его земля и этот дом — его дом».
А когда Аменхотеп III серьёзно заболел, Тушратта для его исцеления послал своему египетскому «брату» из Ниневии, которая тогда от него зависела, идол богини Иштар, правда с вежливой просьбой вернуть его обратно.

«Так говорит Иштар Ниневийская, владычица всех стран: „в Египет, в страну, которую я люблю, иду я“. Я посылаю её тебе, она отправилась. Уже во дни моего отца владычица ходила в эту землю, и как тогда её чтили, так да почтит её теперь мой брат в десять крат больше, и да отошлёт и вернёт её в радости. Да сохранит Иштар, владычица небесная, моего брата и меня на сто тысяч лет и да подаст она нам обоим великую радость. Да живём мы в добром согласии — Иштар для меня — моя богиня, а для моего брата она не его божество».
От царя Митанни Тушратты дошло семь писем к Аменхотепу III, одно к царице Тии и две описи приданого его дочери Тадухепы.

## Первое нападение хеттов
Зато отношения Тушратты с хеттским царём оставляли желать лучшего. Суппилулиума I даже попытался совершить прямое нападение на Митанни, но был отброшен войсками Тушратты, в связи с чем последний написал своему союзнику Аменхотепу III письмо, где сообщает о своей победе и просит принять от него в дар часть захваченной добычи.

«…я подношу ещё больше, чем мой брат — всю страну хеттов. Когда враги вторглись в мою страну, Тешуб, владыка, предал их в мои руки, и я разбил их; никого не было среди них, кто бы возвратился домой. Посылаю тебе боевую колесницу, двух коней, мальчика и девочку из военной хеттской добычи, а в подарок для моего брата — пять колесниц и пять упряжей. В подарок Гилухипе, моей сестре — пару золотых ожерелий, пару золотых; серег… каменный сосуд с благовонным маслом. В качестве послов я отправил Галию и Тунипиври; да отпустит их мой брат поскорее, чтобы я скорее услыхал привет моего брата и возрадовался. Пусть мой брат поддерживает дружбу со мной и направит ко мне послов, чтобы те принесли мне привет моего брата».

## История
В начале его правления хеттский царь Суппилулиума I вновь завоевал Киццувадну, а затем вторгся в западную часть долины Евфрата и захватил Амурру и Нухашше в Ханигальбате. Согласно договору между Суппилулиумой и Шаттивазой, Суппилулиума заключил договор с Артатамой, соперником Тушратты. Ничего неизвестно о прежней истории Артатамы и его родственных связях с царской династией (если таковые вообще были). Документ называет Артатаму царём хурритов, тогда как Тушратта называется «царь Митанни». Суппилулиума начал разорять земли на западном берегу Евфрата и аннексировал Ливанский хребет. Тушратта угрожал ему совершить поход за Евфрат, если будет украден хотя бы один ягнёнок или козлёнок.
Затем Суппилулиума сообщает о том, как отделилась страна Ишува в верховьях Евфрата во времена его деда. Попытки захватить её окончились неудачей. Во времена его отца восстали другие города. Суппилулиума утверждает, что они были побеждены, но остатки побеждённых бежали в Ишуву, которая в те времена, по-видимому, подчинялась Тушратте. Многие договоры, заключённые в то время, включали статью о возврате беженцев, поэтому, вероятно, формальным предлогом для хеттского похода на Ишуву было нахождение на её территории беженцев.
Хеттская армия пересекла границу, вторглась в Ишуву и вернула беженцев под власть хеттов. Позднее Суппилулиума хвастался: "Я освободил земли, которые я покорил; они обитали на своих местах. Все люди, которых я освободил, вновь вернулись к своим, а государство Хатти присоединило их территории.
После этого хеттские войска дошли до столицы государства Митанни — Вашшуканни. Суппилулиума утверждает, что разорил эту область и привёз в Хатти награбленное добро, пленных, крупный рогатый скот, овец и коз. Он также утверждает, что Тушратта бежал; при этом Суппилулиума явно не смог покорить его столицу. Хотя кампания и ослабила царство Тушратты, тот сохранил за собой трон.

## Вторая кампания хеттов
В ходе второй кампании хетты вновь перешли Евфрат и подчинили Халеб, Мукиш, царство Ния, Арахати, Апину и Катну, а также ряд других городов, названия которых не дошли до наших дней. Воины на колесницах упоминаются в числе добычи из Арахати — их доставили в Хатти вместе со всем их вооружением. Хотя в то время была распространена практика включать в свою армию иноземных солдат, этот эпизод может указывать на то, что хетты пытались создать собственные колесничные силы в противовес развитым колесничным силам Митанни.
Вероятно, Тушратта имел подозрения о планируемых посягательствах хеттов на его земли, поскольку амарнские документы содержат несколько табличек от Тушратты, касающихся брака его дочери Тадухепы с Эхнатоном, заключённым явно с целью укрепить альянс с Древним Египтом. Однако, когда Суппилулиума вторгся в его царство, египтяне не оказали им своевременного отпора — вероятно, из-за внезапной смерти Эхнатона, и возникшей в результате борьбы за египетский трон.
Согласно договору, позднее заключённому между Суппилулиумой и сыном Тушратты Шаттивазой, после третьего разрушительного набега хеттов, который привёл к разорению Кархемиша, Тушратта был убит группой заговорщиков во главе с одним из своих сыновей. Последовал период гражданских войн, окончившийся, когда Суппилулиума посадил на трон своего ставленника Шаттивазу.
| Династия царей Митанни      |                                       |                       |
| Предшественник: Арташшумара | царь Митанни ок. 1370 — 1350 до н. э. | Преемник: Артадама II |

## Культурное влияние
Царь хеттов Суппилулима, а также его современники — цари Митанни Тушратта и Ассирии Ашшур-убаллит являются главными действующими лицами романа Сергея Шаповалова «Под знаменем бога грозы»